# Nguyễn Đức Hòa
Dans ce nom vietnamien, le nom de famille, Nguyễn, précède le nom personnel.
Nguyễn Đức Hòa est un joueur d'échecs vietnamien né le 13 juillet 1989, trois fois champion du Vietnam et grand maître international depuis 2014.
Au 1er décembre 2023, il est le 15e joueur vietnamien avec un classement Elo de 2 335 points.

## Biographie et carrière
Nguyễn Đức Hòa fut champion du Vietnam trois années consécutives en  2012, 2013 (il  remporte la demi-finale contre Đào Thiên Hải puis la finale contre Trần Tuấn Minh) et 2014 (avec 8,5 points en 11 parties).
Nguyễn Đức Hòa a représenté le Vietnam lors des championnats d'Asie par équipe de 2012 et 2014, remportant à chaque fois la médaille de bronze par équipe.
Il participa à trois olympiades de 2010 à 2014 : l'équipe vietnamienne finit septième en 2012 (il marqua 5,5 points sur 10 au quatrième échiquier).
Nguyễn Đức Hòa représenta le Vietnam lors de cinq championnats d'Asie individuels (de 2012 à 2019).